# Leon Victor Emmanuel Huttinot

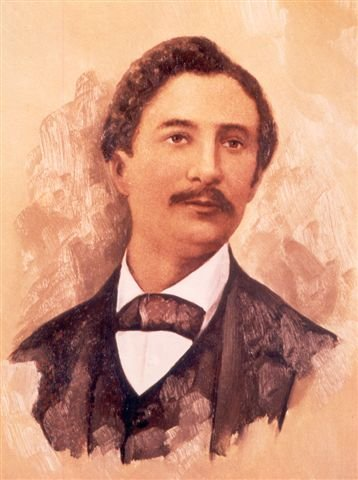
Víctor Emmanuel Huttinot (1829-1903).

León Víctor Emmanuel Huttinot  se desempeñó con el grado de Cabo en Haití. El 29 de diciembre de 1890 León fue designado como Diplomático por el Cónsul de Francia en Santo Domingo, República Dominicana. También, lo eligieron como consular de primera clase, su título era Cónsul Honorario, 29 de abril de 1882.

## Biografía
León Víctor Emmanuel Huttinot nació el 9 de abril de 1829. Él contrajo matrimonio con Marie Zeila D'Aaubigny. El padre de León fue Pierre Menard Remy Huttinot y su madre fue Catherine Paradolle. Lamentablemente él falleció el 16 de mayo de 1903.

## Actos Protocolares en los que Participó
En su calidad de Cónsul de Francia, estuvo presente en el traslado de los restos del Insigne Almirante Cristóbal Colón que fueron encontrados en el año 1877 por el presbítero Francisco Xavier Billini  él se encontraba realizando algunas remodelaciones en la Catedral Primada de Santo Domingo, Santa María de la Encarnación. Según narran los actos protocolares, el cuerpo fue trasladado desde la Basílica catedral de Santa María de la Encarnación (Santo Domingo) hasta la Parroquia Regina Angelorum ubicada en la de Santo Domingo Ciudad Colonial de República Dominicana y viceversa. En dichos actos estuvieron presentes. Además, los acompañaban:
- El Sr. León Víctor Emmanuel Huttinot de Francia, nacido el 9 de abril de 1829.[5][6][7][8]

- El Sr. Francisco Aybar, de Bélgica.
- El Sr. Miguel Pou,[9] emperador de Alemania.
- El Sr. E. de Gómez, de España.
- El Sr. Luis Cambiasso, de Italia.
- El Sr. José María Leyba, rey de los Países Bajos.
- El Sr. Benito Pellerano, de Portugal.
- El Sr. H. C. Atswooz, de Estados Unidos.
- El Sr. Cónsul David Cohen, de Dinamarca.
- El Sr. Cónsul David Cohen, Cónsul de la Reina del Reino Unido de la Gran Bretaña.
- El Sr. L. F. de Lagarde,[10] de Haití.
- El Sr. Elías López Penha, de Colombia.
- El Sr. Dr. Durán, de Venezuela.